# Leptanilla minuscula
Leptanilla minuscula är en myrart som beskrevs av Santschi 1907. Leptanilla minuscula ingår i släktet Leptanilla och familjen myror. Inga underarter finns listade i Catalogue of Life.